# Raczkuny
Raczkuny (biał. Рачкуны; ros. Рачкуны) – wieś na Białorusi, w obwodzie grodzieńskim, w rejonie werenowskim, w sielsowiecie Bastuny.
W dwudziestoleciu międzywojennym leżały w Polsce, w województwie nowogródzkim, w powiecie lidzkim, do 11 kwietnia 1929 w gminie Żyrmuny, następnie w gminie Werenów.